# Gambrills
Gambrills est une census-designated place située dans le comté d'Anne Arundel, dans l’État du Maryland, aux États-Unis. Lors du recensement de 2020, elle comptait 3 034 habitants.